# 10 Syberyjska Dywizja Strzelecka
10 Syberyjska Dywizja Strzelecka (ros. 10-я Сибирская стрелковая дивизия) – związek taktyczny Armii Imperium Rosyjskiego.
W 1914 wchodziła w skład 5 Syberyjskiego Korpusu Armijnego.

## Struktura organizacyjna
Organizacja w 1914
- Dowództwo dywizji – Błagowieszczeńsk
- 1 Brygada Strzelców – Błagowieszczeńsk
  - 37 Syberyjski pułk strzelców – Błagowieszczeńsk
  - 38 Syberyjski pułk strzelców – Błagowieszczeńsk
- 2 Brygada Strzelców  – Nikołajewsk nad Amurem
  - 39 Syberyjski pułk strzelców – Chabarowsk
  - 40 Syberyjski pułk strzelców –  Nikołajewsk
- 10 Syberyjska Brygada Artylerii